# Château Gaillard

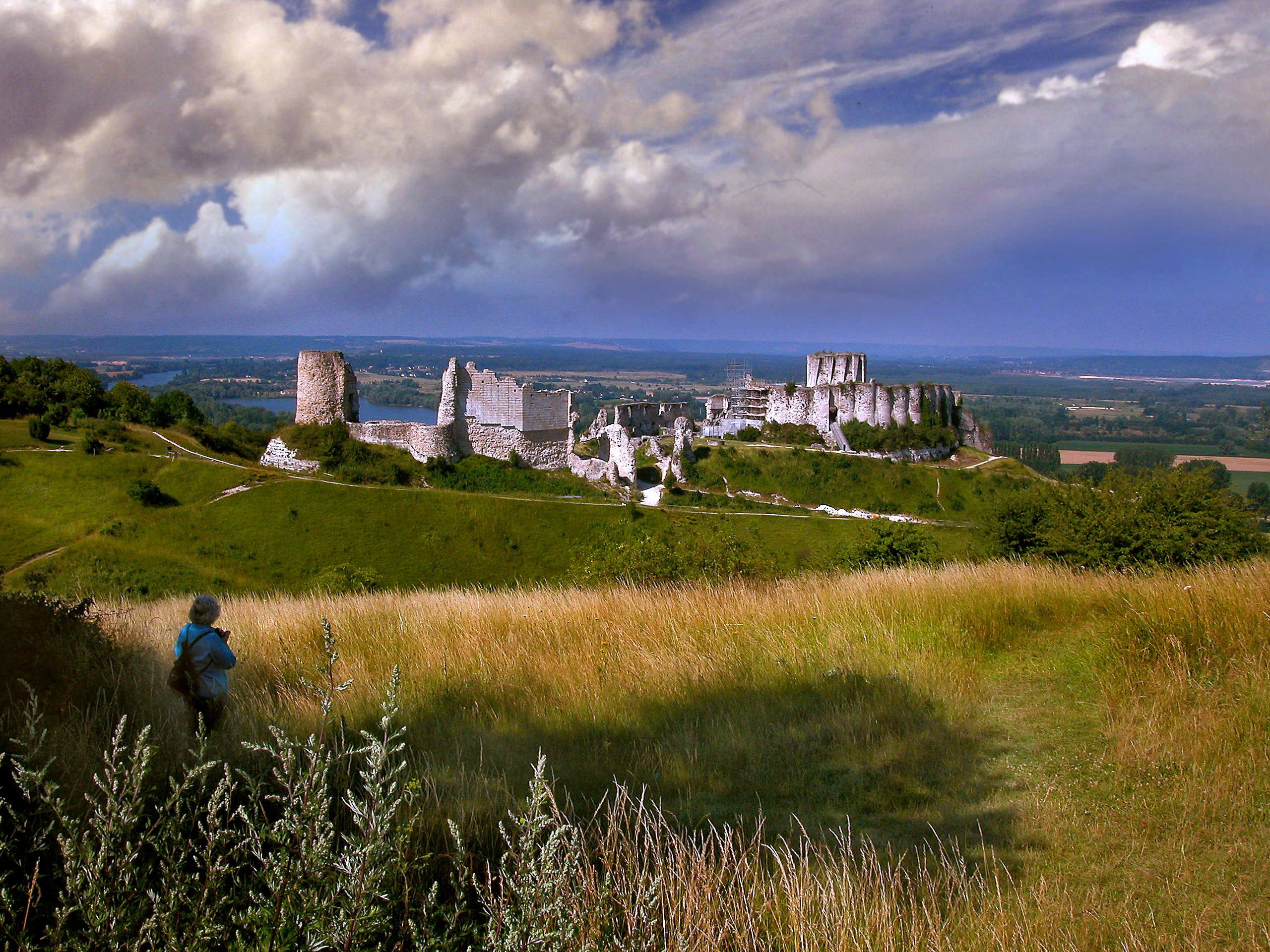
Château Gaillard – Panoramaansicht von Osten

Das Château Gaillard [ʃɑto ɡajaʁ] ist eine Ende des 12. Jahrhunderts von Richard Löwenherz, dem König von England und Herzog der Normandie, erbaute, aber bereits im Mittelalter und in der Frühen Neuzeit zerstörte Burganlage im Zentrum des Vexin normand im Département Eure in der Normandie. Die zu den bedeutendsten Burgen des Mittelalters gehörende Anlage orientiert sich an den Kreuzfahrerburgen Palästinas und kostete seinerzeit die enorme Summe von rund 50.000 Livres.
Bereits im Jahr 1862 wurden die Ruinen des Château Gaillard in die Liste der Monuments historiques aufgenommen.

## Standort und Anlage
Das Château Gaillard erhebt sich auf einem Kalkfelsen oberhalb einer Seineschleife bei der Kleinstadt Les Andelys ca. 40 km (Fahrtstrecke) südöstlich von Rouen bzw. ca. 100 km nordwestlich von Paris.
Die von Richard angelegte Verteidigungsanlage, die buchstäblich den Fluss blockierte, bestand aus weit mehr als der Festung, die allein noch heute zu sehen ist: Auf der Hochebene befanden sich eine Reihe von Vorposten und weitere befestigte Punkte auf mit Gräben umgebenen Motten. Im Tal zwischen den beiden befestigten Orten Petit und Grand Andely, die heute die Gemeinde Les Andelys bilden, lag ein Sumpfgebiet, auf der anderen Seite des Flusses ein Netz von Schützengräben, außerdem eine befestigte Insel im Fluss, über den Ketten gespannt waren. Wo die heutige Brücke sich befindet, standen Holzpfosten im Wasser, um Schiffe an der Durchfahrt zu hindern. Die Mitte des Verteidigungssystems schließlich bildete das Château Gaillard.
Die Höhe des Kalkfelsens erforderte, dass für den Bau der drei Brunnen 120 m tief – 20 m unter das Niveau der Seine – gebohrt wurde, erlaubte aber auch, eine Vielzahl von Kellern anzulegen, um ausreichend Vorräte für den Fall einer Belagerung einzulagern.
Weil die Reichweite der damaligen Belagerungswaffen relativ gering war, brauchte die Burg nicht auf dem höchsten Punkt errichtet zu werden; dort ließ Richard eine Anlage rund um die Motte von Cléry errichten, um sich diese Stelle auch für die Zukunft offen zu halten.

## Architektur

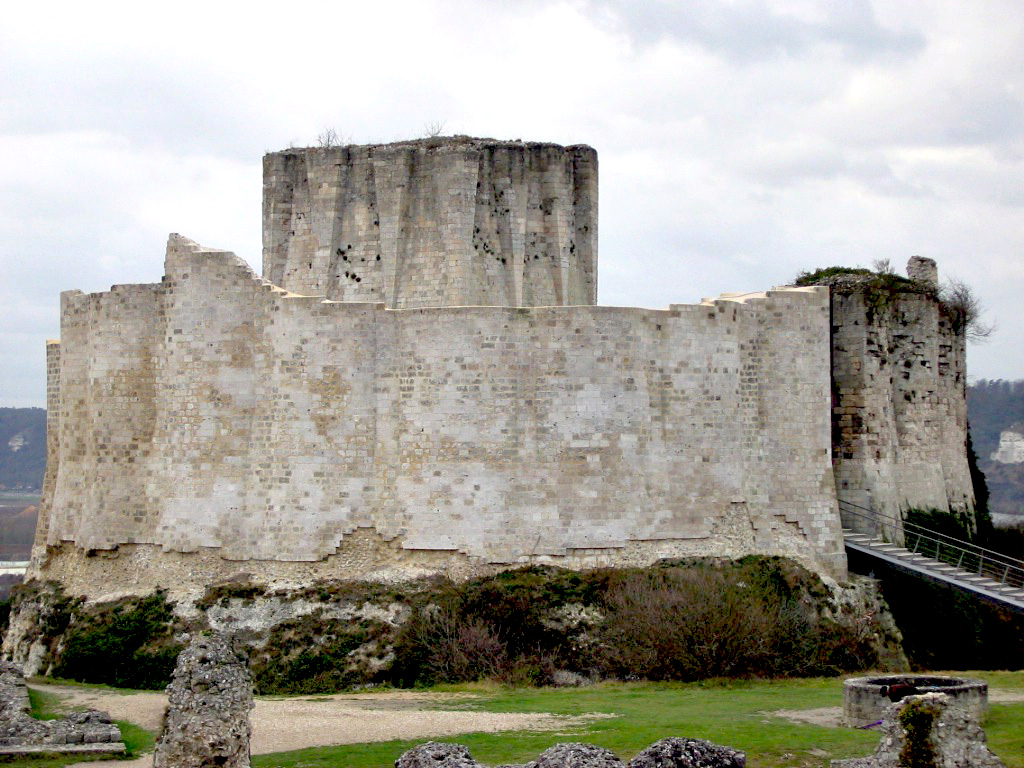
Donjon und Hauptmauer, Sicht von der Hochebene aus

Die Architektur der Anlage ist in hohem Maße von den Kreuzfahrerburgen (v. a. Krak des Chevaliers) beeinflusst, die Richard im Heiligen Land kennengelernt hatte, und erwies sich als für die Zeit äußerst modern: Es gab eine fünftürmige Vorburg und eine von zahlreichen aneinander gereihten, halbrunden und im unteren Teil geböschten Türmen gebildete Hauptburg, die ihrerseits wiederum den Donjon umschloss. Die Vorburg und der Turmring der Hauptburg verhinderten Treffer in den Donjon, der sich noch heute – wenn auch ohne Dach – in einem vergleichsweise intakten Zustand befindet. Eine spornartige Mauerspitze an der Basis des Donjons weist in die Hauptangriffsrichtung.
Obwohl eindeutige Belege fehlen, scheint das Château Gaillard die erste Burganlage Europas mit ausgeprägten Böschungen und Maschikulis gewesen zu sein, wie sie sich in ausgeprägter Form auch am Krak des Chevaliers finden.

## Geschichte

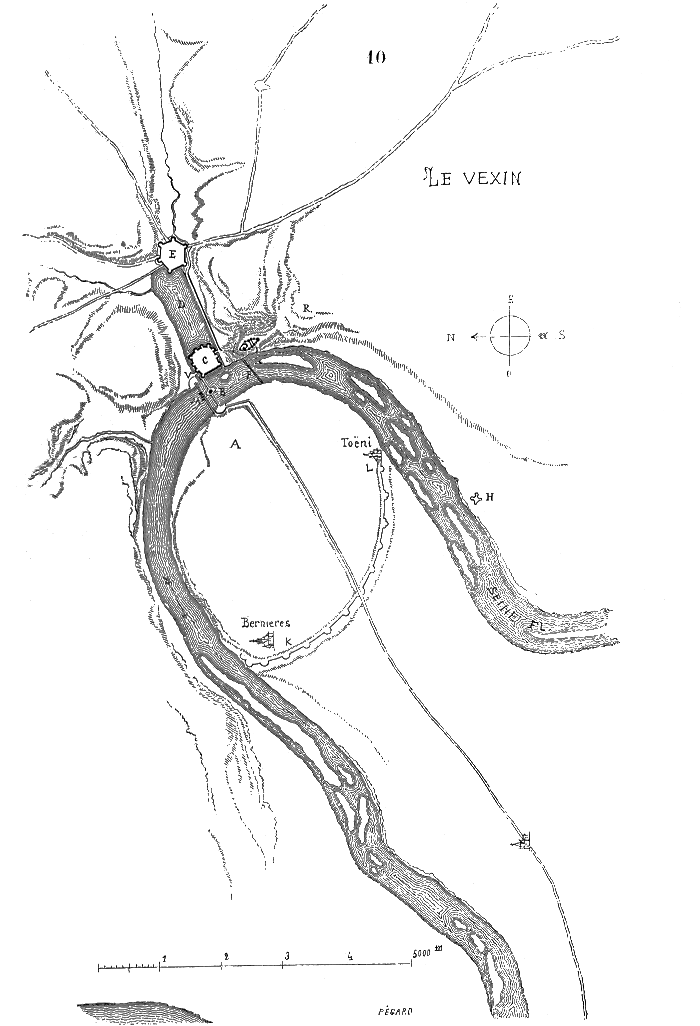
Lageplan nach Viollet-le-Duc

Richard Löwenherz, früherer Verbündeter des französischen Königs Philipp August gegen seinen Vater Heinrich II., begab sich, nachdem er die Krone Englands geerbt hatte, auf den Dritten Kreuzzug. Nach seiner Rückkehr im Jahr 1194 widmete er sich mit großer Energie der Aufgabe, die Oberherrschaft an der Ostgrenze der Normandie zurückzuerlangen. Nachdem er die Armee der Franzosen in der Schlacht von Vendôme geschlagen hatte, profitierte er von dem Frieden, den der Papst angeordnet hatte, um eines seiner Projekte in Rekordzeit durchzuführen: Der Bau der Grenzfestung Château Gaillard begann im Jahr 1196 und wurde bereits wenige Jahre später abgeschlossen.

### Erste Belagerung

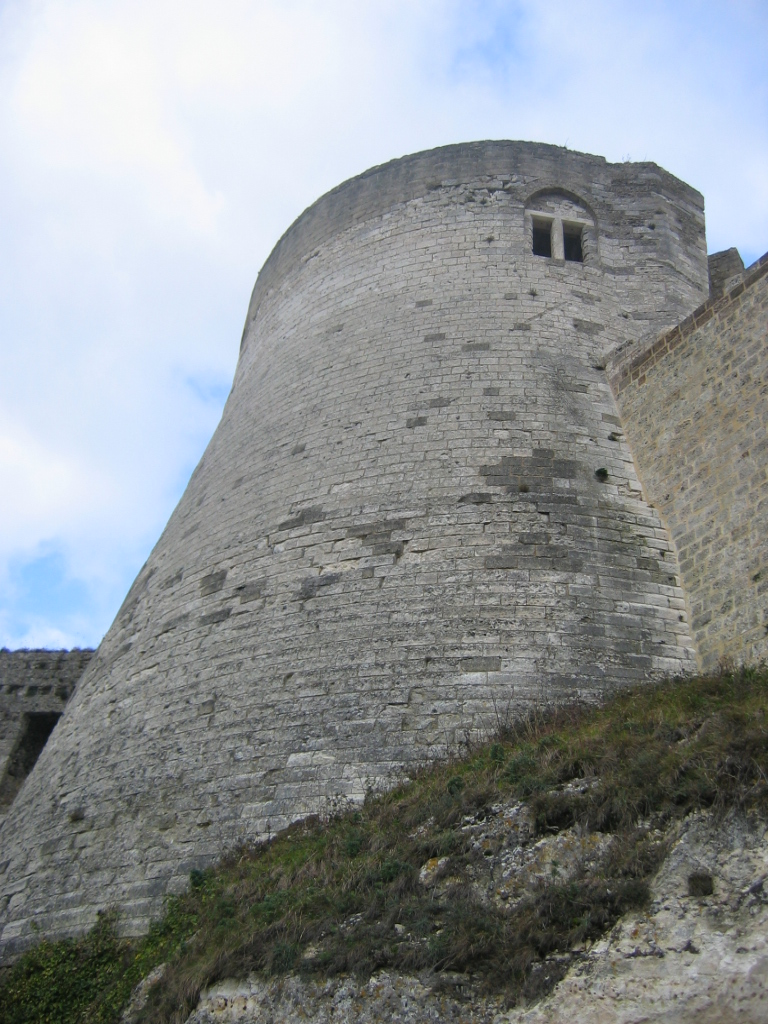
Geböschter Rundturm an der Flussseite

Beim Tod Richards im April des Jahres 1199 folgte ihm sein Bruder Johann Ohneland auf dem Thron auch in der Normandie. Im Vertrag von Le Goulet musste Philipp August am 22. Mai 1200 Johann als Erben von Richard Löwenherz anerkennen, doch bereits zwei Jahre später begann ein erneuter Krieg zwischen Frankreich und England. Philipp August griff die Normandie an und begann am 10. August 1203 mit 6.000 Männern die Belagerung von Château Gaillard, nachdem er sich der Festung auf der Insel und Petit Andelys bemächtigt hatte, und versuchte nun, die Garnison und die Bevölkerung, die sich in die Burg zurückgezogen hatten, auszuhungern.
Roger de Lacy, der Kommandant der Garnison, wehrte sieben Monate lang alle Angriffe, Erstürmungsversuche und Brandstiftungen ab, bis der Hunger in der Burg überhandnahm und drei Viertel seiner Männer ums Leben gekommen waren. Die Alten, Frauen und Kinder aus Petit Andely, die in der Burg Zuflucht gefunden hatten, waren im Dezember allmählich verjagt worden; die Belagerer ließen die ersten von ihnen durch, aber dann entschied sich Philipp, sie nicht mehr passieren zu lassen, und sie verhungerten, gefangen zwischen den Palisaden und den Mauern der beiden Lager.
Überdrüssig des anglonormannischen Widerstands, beendete Philipp August die Belagerung, indem er einen Sturmangriff befahl, mit dem sich seine Truppen nach und nach aller Teile der Burg bemächtigten. Der Überlieferung nach drangen die Franzosen durch die Latrinen im unteren Hof ein, tatsächlich aber scheinen sie durch eines der niedrigen Fenster der Kapelle hineingekommen zu sein, die Johann Ohneland trotz Abratens hatte bauen lassen. Die Garnison ergab sich am 6. März 1204, wodurch der Weg frei war für die Franzosen, die Eroberung der Normandie bis zum Juni des Jahres abzuschließen.

### 14. Jahrhundert

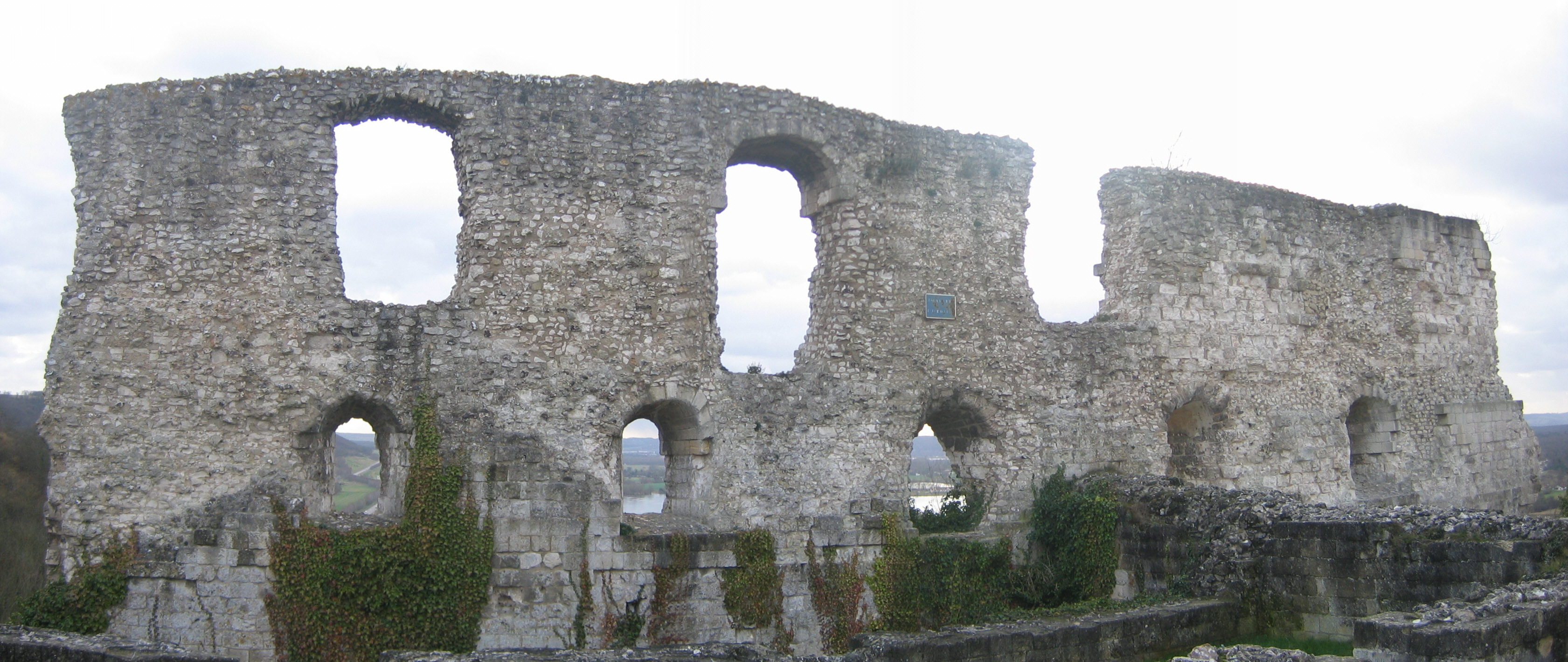
Unterer Hof

Am Fuß des Donjons befindet sich auf der Nordseite eine Treppe, die in eine große Zelle führt. In diesem Kellergewölbe wurde laut dem Historiker Édouard Gachot am 18. Juni 1314 Margarete von Burgund eingesperrt, die des Ehebruchs bezichtigte Frau Ludwigs X., genannt „der Zänker“. Nach ihrem Tod am 15. August 1315 wurde ihr Leichnam auf den Friedhof der Cordeliers von Vernon gebracht.
Infolge des Skandals um den Tour de Nesle war neben Margarete auch Blanka von Burgund, die Ehefrau Karls IV. und ebenfalls eine Schwiegertochter König Philipps IV., in Château Gaillard eingesperrt worden. Ihr wurde es jedoch „gestattet“, sich in ein Kloster zurückzuziehen.

### Hundertjähriger Krieg

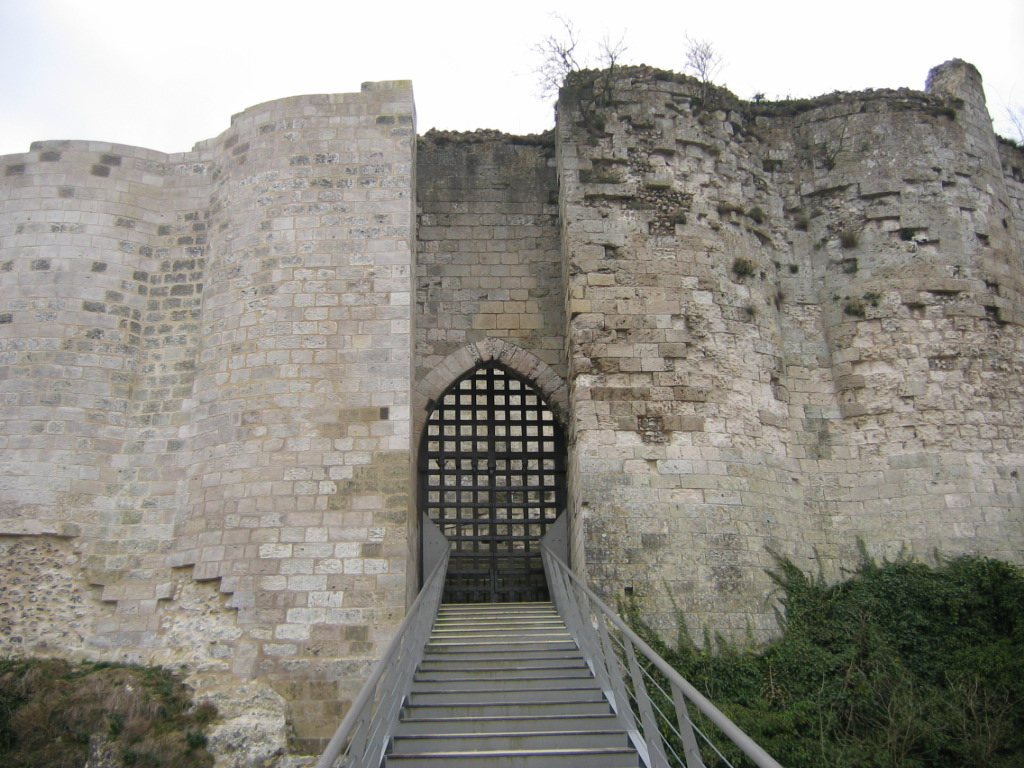
Eingang in den Hof der Hauptburg

Während des Hundertjährigen Krieges (1337–1453) wurde hier auf Befehl König Johanns II. von Frankreich dessen Schwiegersohn König Karl II. von Navarra eingekerkert (ein Enkel Margaretes), der aber 1357, nach der Niederlage Frankreichs in der Schlacht bei Maupertuis, wieder freikam, wobei zu den Umständen hierzu unterschiedliche Aussagen vorliegen. Zum einen wird berichtet, er habe am 9. November 1357 fliehen können, zum anderen, dass die Generalstände sich kurz nach der Schlacht versammelt und die Freilassung Karls beschlossen hätten, in der Hoffnung, dass er als Vetter und Schwiegersohn Johanns das Land nach der Niederlage schützen würde.
In dieser Zeit erlebte Château Gaillard eine Reihe von Belagerungen: Im Jahr 1417 fiel die Burg nach 16 Monaten den Engländern in die Hände, nachdem das letzte Brunnenseil gerissen und die Burg ohne Wasserversorgung war. Étienne de Vignolles, genannt La Hire, Kampfgefährte Jeanne d’Arcs, eroberte sie 1429. Im Jahr 1430 geriet sie erneut unter englische Kontrolle, doch im Jahr 1449 kam sie wieder in den Besitz der Franzosen.

### Neuzeit
Nach der letzten Belagerung Château Gaillards durch Heinrich von Navarra, den späteren König Heinrich IV., wurde angeordnet, die Festung zu schleifen und sie den Mönchen von Les Andelys zu übergeben. Der Abriss wurde 1611 unterbrochen, dann aber unter Kardinal Richelieu wieder aufgenommen.